# (34719) 2001 PW47
2001 PW47 (asteroide 34719) é um asteroide da cintura principal. Possui uma excentricidade de 0.08616250 e uma inclinação de 16.66816º.
Este asteroide foi descoberto no dia 13 de agosto de 2001 por NEAT em Haleakala.